# 剛果紅
剛果紅是一种酸鹼指示劑，当pH低于3.5时呈蓝色，高于5.2时呈红色。化學式為C32H22N6Na2O6S2；分子量696.66 g/mol。此種色素在中國大陸的高中生物學科目中經常提及或應用到。

## 生物學上的應用
在生物學上可用剛果紅篩選纖維素分解菌。原理如下：剛果紅可与纖維素合成紅色複合物，卻不與纖維素水解後產物發生這步反應。通過向含纖維素的培養基加入剛果紅，若存在纖維素分解細菌，則在以這個細菌為中心出現透明圈，即細菌分解了纖維素，使之無法與剛果紅合成紅色複合物。